# Jihad e Hip-Hop
Enquanto muitos jihadistas islâmicos vêem o hip-hop negativamente, devido às suas origens ocidentais, também há exemplos de canções de hip-hop com letras pró-jihadistas e de jihadistas que adotam a cultura hip-hop como forma de atrair os ocidentais. suas organizações. O fenômeno é às vezes conhecido como "Jihad Leve" e inclui música, roupas, revistas, vídeos e outras mídias.

## Exemplos notáveis
O rapper alemão Deso Dogg mais tarde adotou os nomes Abu Talha al-Almani e Abou Maleeq se juntaram ao Daesh em 2014.
Nascido no Reino Unido, Abdel-Majed Abdel Bary cantou sob o nome L Jinny, filho do militante egípcio Adel Abdel Bari, e teria sido filmado em vídeo pelo decapitado jornalista James Foley. Jinny uma vez twitou uma foto de si mesmo segurando a cabeça decepada de um homem, com as palavras "Ardendo com meu companheiro ou o que sobrou dele". Douglas McCain era um aspirante a rapper e jogador de basquete que foi morto enquanto lutava pelo ISIL em 2014. Seus colegas de classe e um colega de trabalho se referia a ele como um "cara normal".
O Daesh, em particular, usou as mídias sociais na tentativa de alcançar os jovens, muitos dos quais não têm necessariamente nenhum background muçulmano. Dois jovens jihadistas britânicos que viajaram para a Síria para se juntarem a Daesh supostamente aprenderam tudo o que sabiam sobre o Islã lendo o livro Islã para Novatos. Como resultado, acredita-se que muitos dos recrutas não sejam motivados pelo Islã como tal, mas sim por uma combinação de raiva (seja sentindo-se oprimidos ou querendo lutar em favor dos oprimidos) e o desejo de fama e glória. Eles acabam se voltando para o Daesh e o jihadismo como uma saída para esses sentimentos.

## Análise
O antropólogo Scott Atran argumenta que o fenômeno resulta de uma busca por "valores sagrados" e o que Edmund Burke chamou de "o sublime"; uma "busca por grandeza, glória, significado eterno em um mundo inerentemente caótico".
Amir Khan citou Douglas McCain como mais um exemplo desse fenômeno e disse que tanto o islamismo quanto o rap promovem um "sentimento de queixa em relação à sociedade mais ampla" e "focam na vingança e fetichização da violência como forma de equilibrar". Khan diz que, enquanto pesquisava jovens islâmicos em Londres, descobriu que eles procuravam as obras de 50 Cent e Tupac Shakur como inspiração. Khan argumenta que o que distingue Daesh de outros grupos jihadistas e o torna muito mais perigoso é sua capacidade de aproveitar o hip-hop para "conferir à sua luta uma sensação de contra-cultura de 'legal' subversivo que os principais partidos políticos e até marcas comerciais podem invejar ". Os métodos de marketing e as estratégias gerais do Daesh são também reminiscentes daqueles usados por gangues de rua. Exitem também rappers fora do Daesh que são militantes como no caso de Omar Hamaami, que mais tarde se juntou ao al-Shabaab. O fenômeno do rap jihadista existe desde pelo menos 2004, quando a música "Dirty Kuffar" foi lançada. Em 2006, Nawaz lançou um álbum com letras comparando Osama bin Laden a Che Guevara e representando a Estátua da Liberdade como um prisioneiro de Abu Ghraib.